# 谢晋元
謝晉元（1905年4月26日—1941年4月24日），字中民，广东鎮平（今梅州市蕉岭县）人，二次大戰期間中華民國國民革命軍軍官，畢業於黄埔軍校第四期，歷任國軍排長、連長、營長、團附、師部參謀、旅部參謀主任等。

## 經歷
1925年，在国立廣東大學預科肄業。同年12月，考入黃埔軍校第四期政治科學習。
1926年10月畢業，在國民革命軍第一師任排長，參加北伐戰爭。
後調到國民革命軍第十九路軍蔡廷鍇部任連長。在濟南討伐孫傳芳戰鬥負傷，癒後歷任武漢要塞、河南省保安處營長、旅部參謀主任及中校團附等職。

## 四行倉庫保衛戰
1937年淞滬會戰前夕，隨部自無錫開赴上海參加抗戰。任第二六二旅旅部參謀主任兼任第五二四團中校團附。
最後終於奉命留下一個團，死守閘北:79。1937年10月26日，謝晉元以团附身份奉命帶領第十九集團軍第七十二軍八十八師第二六二旅第五二四團第一營四百多人，留守蘇州河北岸的四行倉庫，以掩護主力部隊後撤，並壯大國際視聽。
四十一號中國女童子軍楊惠敏在10月28日中夜，冒着生命危險，衝過火線，向四行倉庫守軍獻送青天白日滿地紅旗:80。當時，430多名士兵在倉庫西側2、3樓，與佔據一街之隔之交通銀行內日軍交火，日軍用加農炮攻擊，令倉庫西牆千瘡百孔。「八百壯士」英勇精神，大大激勵全國軍民抗日鬥志，大批上海市民在雨中聚集在苏州河南岸，为守军吶喊助威。楊惠敏脫下外衣，将国旗呈獻給他們，他們激動得流下淚，謝晉元說：「勇敢的同志，你給我們送來的豈僅僅是一面崇高的國旗，而是我們中華民族誓死不屈的堅毅精神！」:82-83謝晉元鼓舞士兵說，我跟你們一起死在四行倉庫；他嘱咐出外就醫之士兵，「有人問四行倉庫有多少人，你們就說有800人，決不可說只有一營人，以免敵人知道我們人數少而更加兇橫」。「八百壯士」之名由此響徹全中國。
10月29日，謝晉元臨時用兩根竹竿連扎成旗杆，平台上站一二十個人，都舉手向青天白日滿地紅旗敬禮:83。謝晉元帶楊惠敏參觀各處:83。
響應外國租界停火要求，蔣下令撤離。臨到奉命退卻時，英軍指揮官馬勒提少將不顧日軍抗議，親自站在他警戒線上之重機關槍陣地上，掩護孤軍通過新垃圾橋:84。午夜，11月1日，謝晉元帶領376人分小隊，分批通過新垃圾橋，撤入公共租界。
「中國不會亡，中國不會亡，你看那民族英雄謝團長」《八百壯士歌》在抗戰中唱8年，雖然四行倉庫保衛戰最終並未促使九國公約會議制裁日本。這一役，孤軍堅守最後陣地，力戰四日夜，擊退日軍六次圍攻，日軍死約200餘，孤軍傷亡37人，營長楊瑞符少校彈穿左胸，負重傷:84。
師座鈞鑒：
竊職以犧牲的決心，謹遵鈞座意旨，奮鬥到底，在未完全達到任務前，決不輕易犧牲，成功成仁，熟計之矣。決不有負鈞座意旨，偷安一時，誤國誤民，負鈞座付託之重。外間一切宣傳消息，概自外界傳去，職到此時，從未向外界發表任何要求、任何談話，既抱定必死決心，現除達任務外，一切思念皆無；整個工事，經三日夜趕築，業經達到預定程度，敵如來犯，決不得逞。感（27日）敵攻擊結果，據瞭望哨報告，斃敵在八十名以上，儉（28日）晨六時許，職親手斃敵二名。租界民眾觀看者，咸拍掌歡呼。現職宗旨，待任務完成後，決作壯烈犧牲，一切乞鈞座釋念。
職謝晉元上
之後，英國在上海公共租界迫於日軍的威脅，而攔截令謝晉元的部隊繳械。部隊馬上被繳械，後被軟禁近4年。並限制其行動於營區中，上海市民稱其為孤軍營，一時成為上海淪陷區的抗日精神象徵。謝晉元團附真除上校團長，頒授青天白日勳章，上官志標升為中校團附，機槍連雷雄連長遞升為營長，原營長杨瑞符少校，撤離時負傷住院，已直接歸隊，另有任用:113。
1938年8月11日，孤军为纪念「八一一」（1937年8月11日第八十八師自無錫出師向上海），向公共租界萬國商團團長亨培交涉，悬旗三天:88。8月9日，孤軍營內竪起旗杆:88。亨培來干涉，先是不許懸旗，後要求將旗杆截短，俾與營內大禮堂屋頂相齊，避免日軍看見，引起麻煩，使工部局為難:88。翌日，孤軍「八一一」、「八一三」紀念日將臨，而懸旗問題尚未決定，不得已將旗杆砍去數尺，重新竪立起來:88。8月11日晨6時，舉行升旗典禮，青天白日滿地紅旗飄揚於孤軍營內；四小時後工部局派英格蘭兵300人包圍孤軍營房，派意大利兵400名散布晉元路一帶警戒；又派白俄一隊向孤軍營衝入:88。萬國商團中國團員吳啟榮事先發覺來告，謝晉元即令第一連負責警戒瞭望塔，第二連分散於大操場：下令不到5分鐘，白俄隊即衝進營房，用機關槍向孤軍掃射，4人死於旗下，伤11人:88。白俄隊後退出，同晚10時又來一隊白俄，強將全部孤軍挾入救護車多輛，駛往外灘中央銀行幽禁，谢晋元及孤军對此绝食抗议:88。上海罷市三天，聲援孤軍，要求將孤軍送回晉元路原營地:89。但經此事件後後，孤軍營內之國旗被收繳，此後只能舉行「精神升旗」:89。
1940年「九一八」，孤軍營何玉湘中士被白俄開槍殺死，高廣雲上等兵被擊傷:89。其間謝晉元多次拒绝中华民国维新政府（1938年-1940年）及汪精卫政权（1940年-1945年）劝降。

## 逝世

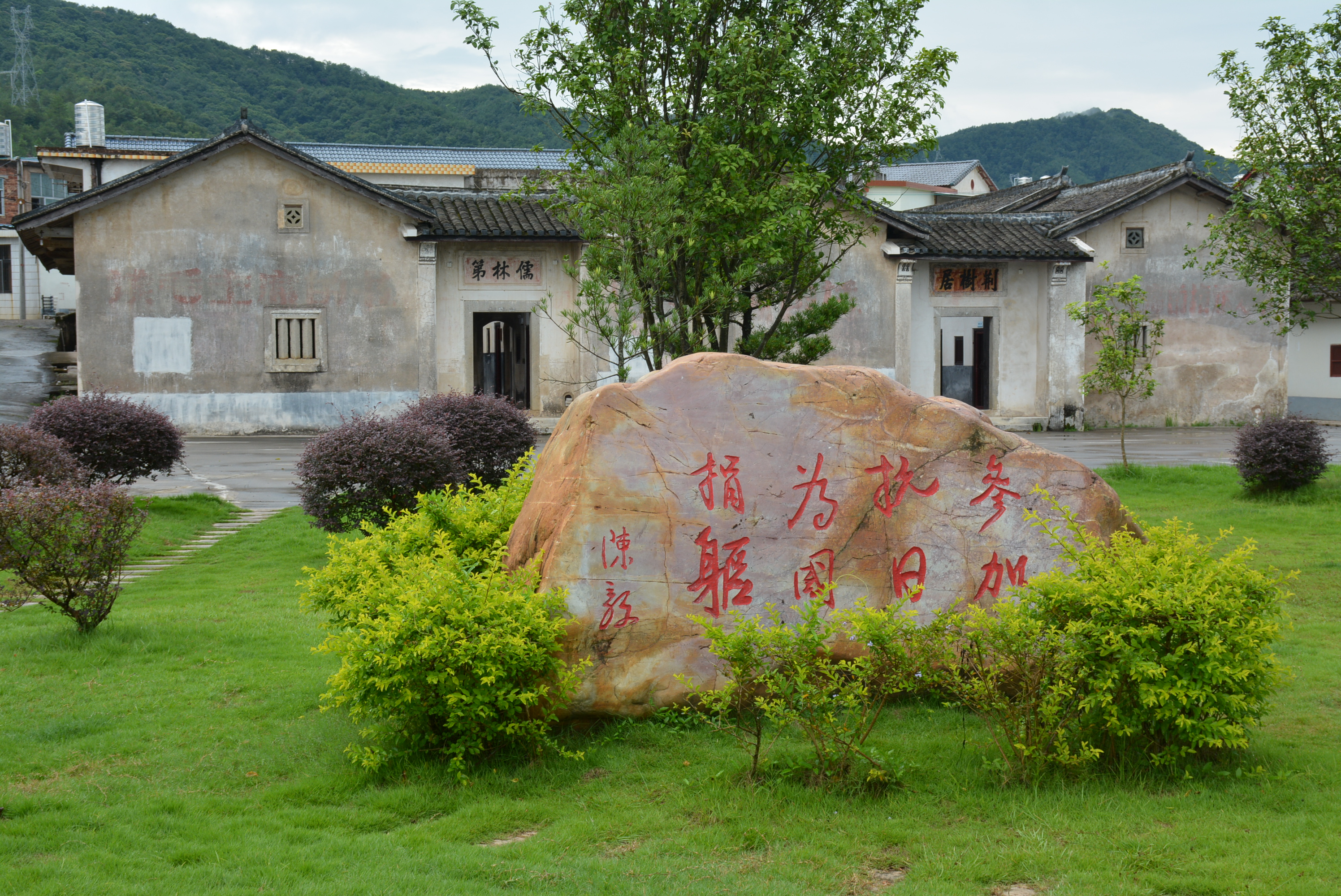
谢晋元故居

1941年4月24日晨5時許，孤軍營官兵循例在操場集合，列隊早操:91。點名時，發覺士兵二連下士郝鼎誠、四連下士張文清、尤耀亮、上等兵張國順等4名遲到5分鐘，謝晉元治軍素嚴，當眾予以訓斥:91。不料郝等早受汪精衛政權方面誘騙，趁機下手:91。其中郝是剿共時投誠的紅軍幹部。在全體跑步時，乘謝晉元不備，用短刀向他頭腰兩處猛刺:91。謝晉元當場倒地，不久即逝世。團附上官志標中校見狀趨前援救，也受重傷；兇手當場被附近官兵捕獲，移解上海公共租界當局法辦:91。后经上海第一特院刑庭审理，四人皆被判死刑，後來电台广播称四人已被执行死刑。
謝晉元被刺殺身亡；消息傳出，上海市民悲慟不已，逾10萬人參加其葬禮。謝晉元犧牲後，其妻凌維誠得到5萬元撫恤金。國民政府行政院院長蔣介石〈呈請褒揚故團長謝晉元〉：「行政院呈
查上海孤軍團長謝晉元於四月二十四日被刺殞命。該團長於上海戰後率領所部堅守閘北，誓死守護我國旗與最後陣地，其忠勇堅貞之氣已深為中外人士所矜式，嗣後留駐上海歷時三年，備受逼誘，卒能始終一致，保持我革命軍人之人格，此種堅苦卓絕之精神，尤屬難能可貴。此次被刺殞命，殊堪悼惜，應請明令褒揚，其家屬子女並由政府教養，以示優異。謹呈
國民政府」:218
死後國民政府追授少將銜。1941年5月8日，国民政府通令嘉獎，追晉謝晉元為陸軍少將。上海六萬民眾前往瞻仰遺容。重慶舉行隆重追悼大會，林森題橫幅「堅苦忠貞」，蔣介石親挽「堅苦夫成仁終古光騰孤島血，英魂應不泯從今怒吼浦江潮」。

## 後續

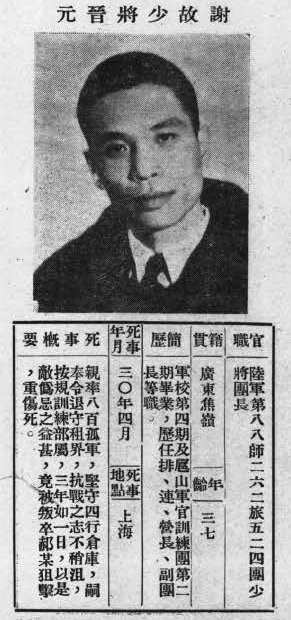
《抗戰軍人忠烈錄》（第一輯）中的謝晉元烈士遺像

1941年12月8日，日本突袭美國珍珠港，太平洋戰爭爆發:92。12月10日，汪精衛政權上海市長陳公博致函孤軍營代團長雷雄，要孤軍全體參加「和平運動」，雷嚴辭拒絕:92。后日军占领上海公共租界，并俘获这些士兵。1941年12月28日，日軍數百人突入孤軍營，將孤軍全部押到寶山月浦飛機場拘禁:92-93。1942年2月9日，日軍又將他們從寶山押到新龍華游民習藝所，強迫他們挖壕溝，作苦工；因為孤軍反抗，日軍把他們押去南京，關在珠江路老虎桥监狱之俘虜收容所裡；孤軍仍每天抽空由官長率領跑步和體操:92-93。日軍將孤軍官長和士兵分開，將士兵50人押去光華門外，60人押去孝陵衛，100人押去杭州；另押解裕溪口和南洋群島各50人；其餘仍關在城內原處，將官兵雜在一起，強迫他們做苦工:93。1942年11月6日，光華門外孤軍趁着和孝陵衛之孤軍對調時，大部分逃走；他們先到小茅山藏幾天，有的留在當地參加遊擊隊，有的繞道浙江、江西、湖南、貴州，回到陪都重慶:93。
1949年後，謝家人未從台灣得到任何資助，也未在中國大陸享受殊榮，反而經歷「文革」衝擊，謝晉元墓地被破壞，1983年才獲重建。1983年春，上海市在宋慶齡陵園重建其陵墓，“表彰他‘參加抗日，為國捐軀’的光輝業績”。
中華民國遷臺後，在臺灣高雄市三民區將一條街道命名為「晉元街」（於十全路附近）以資紀念謝晉元。又把謝晉元等為國捐軀的軍士牌靈位由國防部和退輔會請入忠烈祠接受人民瞻仰。
中華人民共和國建立后，上海晉元中學1956年改名陕北中学，1984年恢复原名并建谢晋元雕像。此外上海還建立了晉元公園（1946年9月1日，孤軍營駐地膠州公園改名晉元公園。1949年後改為靜安區工人體育場）、晉元體育中心、晉元紀念廣場（2015年），並以晉元路命名道路（1964年改名晉源路，1985年恢復原名晉元路）、以晉元里命名小區（1984年）、以上海晉元大酒店命名酒店作為紀念。其家鄉梅州也通过建立晉元中學、晋元纪念馆，将道路桥梁命名为晋元大道、晋元大桥作為紀念。
在21世紀，上海四行倉庫原是一家專業物流公司的樓址，在四行倉庫保衛戰中，謝晉元團長和下屬守衛之光復路1號四行倉庫和日軍佔據之光復路195號交通銀行倉庫均屬該公司；上海四行倉庫原經理呂傳良說，「八百壯士的故事就是我們的入職教育」，但多年來公司為紀念「八百壯士」所設置之陳列室一直難獲官方認可。仓库遺址雖然於1985年9月被上海文物保管委員會批准為抗日紀念地，但長期作商場，裝修陳舊，門面不整，其中地下大部分是上海市最大之文具和辦公用品批發市場。1995年，呂傳良在加蓋之7樓一間房內建起「八百壯士抗日陳列室」，最大時才120平方米；這間陳列室是四行倉庫所属之百联集团河岸管理公司自資建立，展品也是公司員工四處募集而來。礙於人手和資金限制，建館以來，只有周五下午開放3小時，由公司員工志願講解。
2014年，谢晋元等八百壮士列入第一批著名抗日英烈和英雄群体名录。
2015年，隨着官方高調紀念抗戰70周年，商戶集體搬遷，周圍住戶全部拆遷，四行倉庫被按照歷史資料圖還原成1937年原貎；呂傳良之陳列室換成倉庫内3,800平方米之多媒體紀念館，8月13日，在淞滬抗戰78周年之日正式開放。大廳是巨幅謝晉元《與妻書》，左側牆上刻有中共中央總書記、國家主席、中央軍委主席習近平2014年9月3日之一段講話，「國民黨軍八百壯士，是中國人民不畏強暴、以身殉國的傑出代表」。